# Liste der Biografien/Wev
Liste der Biografien |
Portal Biografien |
Personensuche
# |
A |
B |
C |
D |
E |
F |
G |
H |
I |
J |
K |
L |
M |
N |
O |
P |
Q |
R |
S |
T |
U |
V |
W |
X |
Y |
Z |
?
 
Wa |
Wc |
Wd |
We |
Wh |
Wi |
Wj |
Wl |
Wn |
Wo |
Wr |
Ws |
Wt |
Wu |
Ww |
Wy |
Wz
 
Wea |
Web |
Wec |
Wed |
Wee |
Wef |
Weg |
Weh |
Wei |
Wej |
Wek |
Wel |
Wem |
Wen |
Weo |
Wep |
Wer |
Wes |
Wet |
Weu |
Wev |
Wew |
Wex |
Wey |
Wez
Die Liste der Biografien führt alle Personen auf, die in der deutschsprachigen Wikipedia einen Artikel haben. Dieses ist eine Teilliste mit 26 Einträgen von Personen, deren Namen mit den Buchstaben „Wev“ beginnt.

## Wev

### Weve
- Wevelinghoven, Florenz von († 1393), Bischof von Münster und danach in Utrecht
- Wever, Arnold (1850–1922), deutscher Bankier, Vorstandsvorsitzender der Deutsche Ansiedlungsbank AG, Initiator des Steglitzer Stadtparks
- Wever, Carl Georg (1807–1884), deutscher Jurist, preußischer Generalstaatsanwalt
- Wever, Franz (1892–1984), deutscher Physiker und Werkstoffwissenschaftler
- Wever, Friedrich (* 1892), deutscher Beamter und Kommunalpolitiker
- Wever, Fritz (1852–1913), deutscher Architekt, preußischer Baubeamter und Hochschullehrer
- Wever, Günther (1920–2004), deutscher Jagdflieger, Jurist, Rechtsanwalt und Industrie-Manager
- Wever, Hans (1922–2015), deutscher Werkstoffwissenschaftler und Metallphysiker
- Wever, Heinz (1890–1966), deutscher Maler und niederdeutscher Schriftsteller
- Wever, Hermann (1853–1911), deutscher Jurist, Unterstaatssekretär im preußischen Kultusministerium
- Wever, John M. (1847–1914), US-amerikanischer Politiker
- Wever, Karl (1882–1965), deutscher Jurist und Staatsbeamter
- Wever, Karl-Heinz (* 1918), deutscher Diplomat
- Wever, Merritt (* 1980), US-amerikanische SchauspielerinMerritt Wever (* 1980)

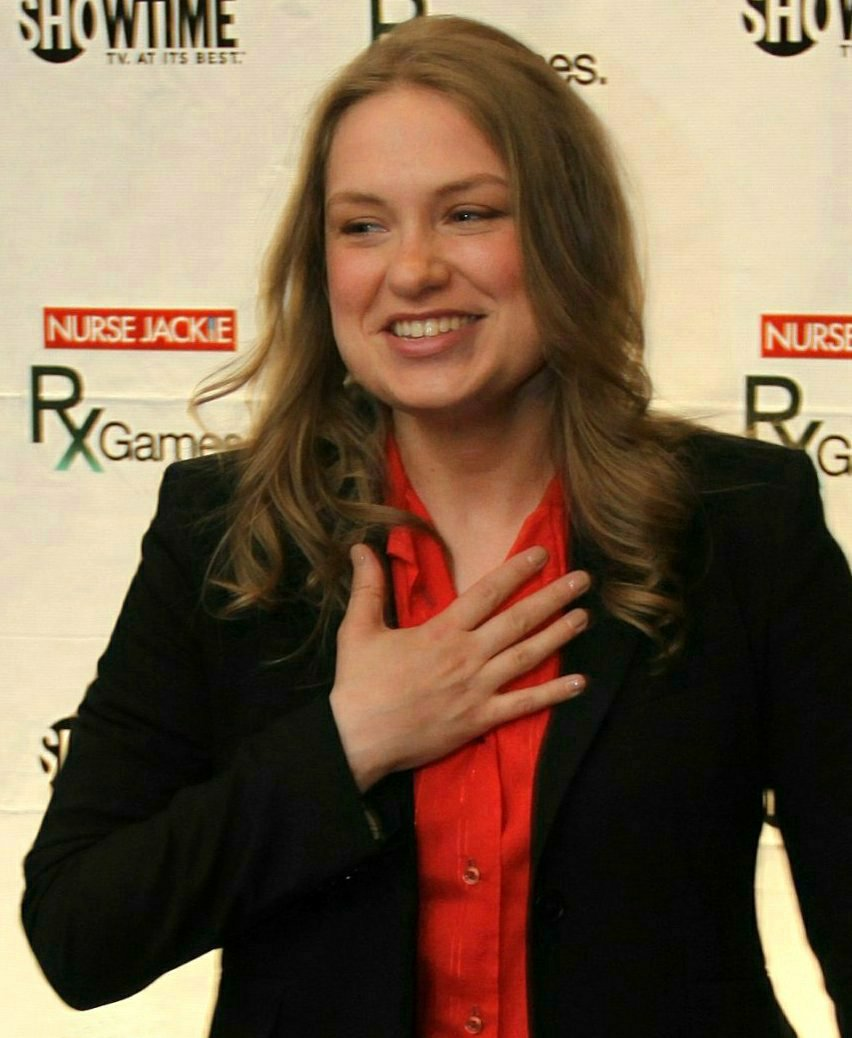
Merritt Wever (* 1980)

- Wever, Paul (1893–1944), deutscher Vizeadmiral
- Wever, Tamis (1937–2004), niederländischer Künstler und Theologe
- Wever, Walther (1887–1936), deutscher Generalleutnant und Chef des Generalstabes der Luftwaffe
- Wever, Walther C. (* 1955), deutscher Industrie-Manager
- Wever, Walther G. (1859–1922), deutscher Jurist und Diplomat
- Wever-Croes, Evelyn (* 1966), arubanische Politikerin (MEP, Ministerpräsidentin 2017-)
- Wevers, Alfred (1875–1932), deutscher Jurist und Bürgermeister der Stadt Worms (1908–1920)
- Wevers, John William (1919–2010), US-amerikanischer Alttestamentler
- Wevers, Paul (1907–1941), deutscher Kanute
- Wevers, Sanne (* 1991), niederländische Kunstturnerin
- Wéverton (* 1987), brasilianischer Fußballspieler

### Wevi
- Wevill, Assia (1927–1969), Werbetexterin und Literaturübersetzerin